# Pavlopetri
Pavlopetri (řecky Παυλοπέτρι) je podmořská archeologická lokalita v Řecku. Nachází se u jižního pobřeží Peloponésu nedaleko mysu Malea a náleží k obci Elafonisos. V roce 1967 zde britský vědec Nicholas Flemming objevil pod mořskou hladinou pozůstatky staveb, které o rok později prozkoumal tým archeologů z Univerzity v Cambridgi. V hloubce tří až čtyř metrů se nacházejí obytné budovy a hroby, patřící zaniklému přístavnímu městu. Z celkové zastavěné plochy okolo 100 000 m² bylo zatím prozkoumáno 9 000 m².
Původně byly ruiny v Pavlopetri přičítány mykénské civilizaci, v roce 2009 zde však byla nalezena neolitická keramika dokazující, že město vzniklo mnohem dříve, asi před pěti až šesti tisíci lety. Odhaduje se, že lokalita byla zaplavena při zemětřesení v 1. tisíciletí př. n. l.
Na Pavlopetri se vztahuje mezinárodní Dohoda o ochraně podvodního kulturního dědictví. 